# 趙金羅
趙 金羅（ちょう きんら、1103年3月以前 - 1127年）は、北宋の徽宗の第4皇女（夭逝を除いて第3皇女）。

## 経歴
賢妃鄭氏（後の顕粛皇后）の次女として生まれた。崇寧2年（1103年）3月、淑慶公主の位を授けられた。大観2年（1108年）2月、安福公主の位を改授された。
政和3年（1113年）閏4月、安福帝姫の位を改授された。政和7年（1117年）6月、安徳帝姫を再授され、左衛将軍の宋邦光に降嫁した。
靖康の変後、金に連行され、闍母（太宗呉乞買の弟）の側室となった。天会5年（1127年）10月26日、死去した。

## 子女
- 宋氏 - 宋邦光との娘。南宋で秀王趙伯圭に嫁し、秦国夫人となった。

## 伝記資料
- 『靖康稗史箋證』
- 『皇第四女特封淑慶公主制』
- 『安福公主特改封安福帝姫制』